# 圣热内当比耶尔
圣热内当比耶尔（法語：Saint-Genest-d'Ambière，法語發音：[sɛ̃ ʒənɛ dɑ̃bjɛʁ]）是法国新阿基坦大区维埃纳省的一个市镇，属于沙泰勒罗区。

## 地理
圣热内当比耶尔（46°49'12"N, 0°22'3"E）面积32.06 平方千米，位于法国新阿基坦大区维埃纳省，该省份为法国中西部省份，北起曼恩-卢瓦尔省和安德尔-卢瓦尔省，西接德塞夫勒省，南至夏朗德省，东南接上维埃纳省，东临安德尔省。
与圣热内当比耶尔接壤的市镇（或旧市镇、城区）包括：杜赛、朗克卢瓦特尔、奥尔什、乌济伊、萨维尼苏费、斯科尔贝-克莱尔沃、索赛、蒂雷。
圣热内当比耶尔的时区为UTC+01:00、UTC+02:00（夏令时）。

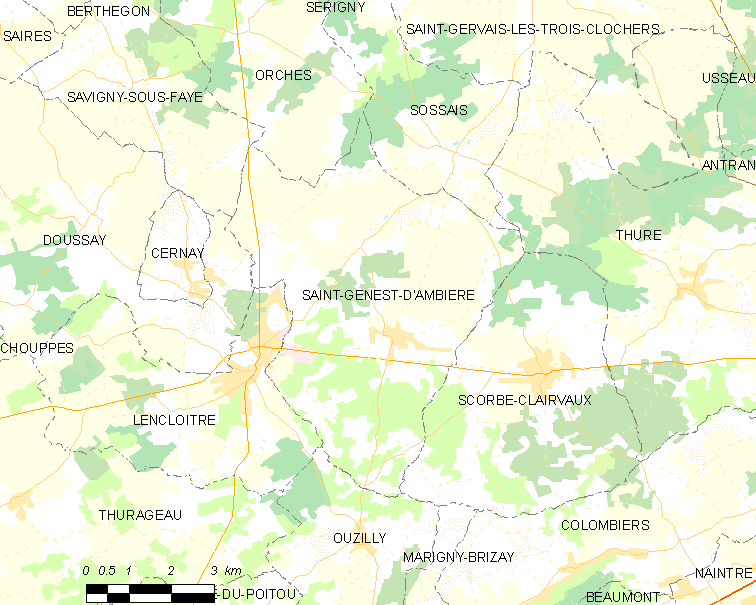
圣热内当比耶尔的OSM定位图

## 行政
圣热内当比耶尔的邮政编码为86140，INSEE市镇编码为86221。

## 政治
圣热内当比耶尔所属的省级选区为沙泰勒罗第一县。

## 人口

1962-2008年间圣热内当比耶尔人口变化图示

圣热内当比耶尔于2022年1月1日时的人口数量为1211人。